# Liste der Monuments historiques in By (Doubs)
Die Liste der Monuments historiques in By führt die Monuments historiques in der französischen Gemeinde By auf.

## Liste der Objekte
| Bezeichnung         | Beschreibung                                                                                  | Standort                                     | Kennzeichnung | Schutzstatus | Datum | Bild |
| ------------------- | --------------------------------------------------------------------------------------------- | -------------------------------------------- | ------------- | ------------ | ----- | ---- |
| Hauptaltar          | Retabel und drei Gemälde; Holz, farbig gefasst, Ölfarbe auf Leinwand, 18. und 19. Jahrhundert | in der Kirche Assomption-de-la-Vierge (Lage) | PM25001953    | Inscrit      | 1999  |      |
| Rechter Seitenaltar | Retabel und Gemälde; Holz, farbig gefasst, Ölfarbe auf Leinwand, 18. Jahrhundert              | in der Kirche Assomption-de-la-Vierge (Lage) | PM25001954    | Inscrit      | 1999  |      |
| Linker Seitenaltar  | Retabel und Gemälde; Holz, farbig gefasst, Ölfarbe auf Leinwand, 18. Jahrhundert              | in der Kirche Assomption-de-la-Vierge (Lage) | PM25001955    | Inscrit      | 1999  |      |